# Marion County (Mississippi)
Marion County is een county in de Amerikaanse staat Mississippi.
De county heeft een landoppervlakte van 1.405 km² en telt 25.595 inwoners (volkstelling 2000). De hoofdplaats is Columbia.

## Bevolkingsontwikkeling

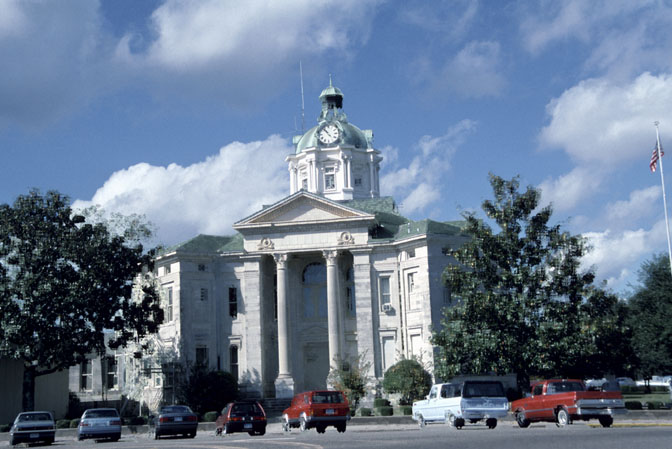
Marion County Courthouse